# Lista de vereadores de Nova Iguaçu
Esta é a lista de vereadores de Nova Iguaçu, município brasileiro do estado do Rio de Janeiro.
A Câmara Municipal de Nova Iguaçu é formada por onze representantes. Era formada por dezessete representantes até 2020.

## Legislatura de 2021–2024
Estes são os vereadores eleitos nas eleições de 15 de novembro de 2020, pelo período de 1° de janeiro de 2021 a 31 de dezembro de 2024:
| Mesa Diretora (2021-2022)             |                       |                        |                              |
| Nome                                  | Início do mandato     | Fim do mandato         | Cargo                        |
| Eduardo Reina G. de Oliveira (PDT)    | 1º de janeiro de 2021 | 31 de dezembro de 2022 | Presidente da Câmara         |
| Carlos Alberto Ribeiro da Silva (PP)  | 1º de janeiro de 2021 | 31 de dezembro de 2022 | 1º Vice-presidente da Câmara |
| Vagner Mateus dos Santos (PATRI)      | 1º de janeiro de 2021 | 31 de dezembro de 2022 | 2º Vice-presidente da Câmara |
| Jeferson Ramos de Oliveira (MDB)      | 1º de janeiro de 2021 | 31 de dezembro de 2022 | 3º Vice-presidente da Câmara |
| Felipe Rangel Garcia (SD)             | 1º de janeiro de 2021 | 31 de dezembro de 2022 | 1º Secretário                |
| Alexandre Rocha de Azeredo (PSD)      | 1º de janeiro de 2021 | 31 de dezembro de 2022 | 2º Secretário                |
| Cláudio Valdemir de O. Marques (Rep.) | 1º de janeiro de 2021 | 31 de dezembro de 2022 | 3º Secretário                |

|    | Nome                                                                               | Partido                                    | Votos  | %    | Observações |
| -- | ---------------------------------------------------------------------------------- | ------------------------------------------ | ------ | ---- | ----------- |
| 1  | Felipe Rangel Garcia, Felipinho Ravis (Nova Iguaçu, 13.05.1988–)                   | Solidariedade (SD)                         | 10.962 | 2,97 | 2º mandato  |
| 2  | Vagner Mateus dos Santos, Vaguinho Neguinho (Rio de Janeiro, 12.06.1976–)          | Patriota (PATRI)                           | 8.372  | 2,27 | 1º mandato  |
| 3  | Eduardo Reina Gomes de Oliveira, Dudu Reina (2021-2022) (Nova Iguaçu, 16.10.1980–) | Partido Democrático Trabalhista (PDT)      | 8.167  | 2,21 | 1º mandato  |
| 4  | Cláudio Valdemir de Oliveira Marques, Cláudio Haja Luz (Guarulhos, 17.10.1981–)    | REPUBLICANOS                               | 7.654  | 2,07 | 1º mandato  |
| 5  | Carlos Alberto Ribeiro da Silva, Carlinhos BNH (Rio de Janeiro, 05.03.1977–)       | Progressistas (PP)                         | 7.640  | 2,07 | 2º mandato  |
| 6  | Jeferson Ramos de Oliveira (Nova Iguaçu, 29.09.1968–)                              | Movimento Democrático Brasileiro (MDB)     | 7.577  | 2,05 | 1º mandato  |
| 7  | Mauricio Morais Lopes (São João de Meriti, 08.06.1966–)                            | AVANTE                                     | 6.902  | 1,87 | 2º mandato  |
| 8  | Alexandre Rocha de Azeredo, Alexandre da Padaria (Nova Iguaçu, 31.07.1962–)        | Partido Social Democrático (PSD)           | 6.631  | 1,80 | 1º mandato  |
| 9  | Germano Silva de Oliveira, Maninho de Cabuçu (Rio de Janeiro, 27.12.1967–)         | CIDADANIA                                  | 6.073  | 1,64 | 1º mandato  |
| 10 | Alcemir Gomes Moreira (Nova Iguaçu, 05.07.1970–)                                   | Partido Republicano da Ordem Social (PROS) | 4.199  | 1,14 | 2º mandato  |
| 11 | Márcio Luís Marques Guimarães, Dr. Márcio Guerreiro (Nova Iguaçu, 06.03.1981–)     | Progressistas (PP)                         | 4.133  | 1,12 | 1º mandato  |

## Legislatura de 2017–2020
Estes são os vereadores eleitos nas eleições de 2 de outubro de 2016, pelo período de 1° de janeiro de 2017 a 31 de dezembro de 2020:
|    | Nome                                                                                | Partido                                            | Votos | %    | Observações |
| -- | ----------------------------------------------------------------------------------- | -------------------------------------------------- | ----- | ---- | ----------- |
| 1  | Mauricio Morais Lopes (São João de Meriti, 08.06.1966–)                             | Partido do Movimento Democrático Brasileiro (PMDB) | 8.980 | 2,49 | 1º mandato  |
| 2  | Rogério Teixeira Junior, Juninho do Pneu (2017-2018) (Nova Iguaçu, 23.10.1976–)     | Partido do Movimento Democrático Brasileiro (PMDB) | 6.871 | 1,90 | 1º mandato  |
| 3  | Fábio José de Freitas Santos, Fabinho Maringá (Nova Iguaçu, 10.02.1979–)            | Partido do Movimento Democrático Brasileiro (PMDB) | 6.243 | 1,73 | 1º mandato  |
| 4  | Alcemir Gomes Moreira (Nova Iguaçu, 05.07.1970–)                                    | Partido Trabalhista Brasileiro (PTB)               | 6.038 | 1,67 | 1º mandato  |
| 5  | Carlos Alberto Curi Chambarelli, Carlão Chambarelli (Nova Iguaçu, 12.10.1963–)      | Partido Trabalhista Brasileiro (PTB)               | 5.746 | 1,59 | 1º mandato  |
| 6  | Renato Gomes Corrêa, do Mercado (Nova Iguaçu, 03.05.1972–)                          | Democratas (DEM)                                   | 5.441 | 1,51 | 1º mandato  |
| 7  | Fernando Bernardes Carvalhal, Fernandinho Moquetá (São João de Meriti, 05.10.1962–) | Partido Republicano Progressista (PRP)             | 5.300 | 1,47 | 1º mandato  |
| 8  | José Carlos Fonseca, Dr. Cacau (Rio de Janeiro, 19.01.1962–)                        | Partido Republicano da Ordem Social (PROS)         | 4.271 | 1,18 | 1º mandato  |
| 9  | Felipe Rangel Garcia, Felipinho Ravis (2019-2020) (Nova Iguaçu, 13.05.1988–)        | Partido Social Cristão (PSC)                       | 3.891 | 1,08 | 1º mandato  |
| 10 | Marcelo Verdam Lessa, Lajes (Nova Iguaçu, 05.08.1976–)                              | Partido Popular Socialista (PPS)                   | 3.496 | 0,97 | 1º mandato  |
| 11 | Alexandre Rocha de Azeredo, da Padaria (Nova Iguaçu, 31.07.1962–)                   | Partido da República (PR)                          | 3.471 | 0,96 | 1º mandato  |
| 12 | Paulo da Costa Pinheiro, Paulinho da Padaria (Nova Iguaçu, 19.12.1972–)             | Partido da República (PR)                          | 3.235 | 0,90 | 1º mandato  |
| 13 | Rogério Bastos Reis, Vilanova (Rio de Janeiro, 04.05.1956–)                         | Partido Democrático Trabalhista (PDT)              | 3.161 | 0,88 | 1º mandato  |
| 14 | Aguinaldo Barboza Peixoto, Camu (Duque de Caxias, 14.10.1975–)                      | Partido Comunista do Brasil (PCdoB)                | 3.095 | 0,86 | 1º mandato  |
| 15 | Carlos Alberto Ribeiro da Silva, Carlinho BNH (Nova Iguaçu, 05.03.1977–)            | Partido Trabalhista Cristão (PTC)                  | 3.079 | 0,85 | 1º mandato  |
| 16 | Eliege Alves Borges, Li So Alegria (Nova Iguaçu, 15.08.1970–)                       | Partido Democrático Trabalhista (PDT)              | 3.068 | 0,85 | 1º mandato  |
| 17 | Renata Magalhães Turques Araújo, da Telemensagem (Nova Iguaçu, 25.11.1974–)         | Partido Trabalhista Cristão (PTC)                  | 2.875 | 0,80 | 1º mandato  |

## Legislatura de 1989–1992
Estes são os vereadores eleitos nas eleições de 15 de novembro de 1988, pelo período de 1° de janeiro de 1989 a 31 de dezembro de 1992:
| Mesa Diretora (1989-1990)   |                       |                        |                              |
| Nome                        | Início do mandato     | Fim do mandato         | Cargo                        |
| Itamar Serpa Fernandes      | 1º de janeiro de 1989 | 31 de dezembro de 1990 | Presidente da Câmara         |
| Vitório Gomes Rozeira       | 1º de janeiro de 1989 | 31 de dezembro de 1990 | 1º Vice-presidente da Câmara |
| João Batista dos Reis       | 1º de janeiro de 1989 | 31 de dezembro de 1990 | 2º Vice-presidente da Câmara |
| Douglas Marcelo Vilas Boas  | 1º de janeiro de 1989 | 31 de dezembro de 1990 | 1º Secretário                |
| Antônio Cardoso Boas Távora | 1º de janeiro de 1989 | 31 de dezembro de 1990 | 2º Secretário                |

|    | Nome                                                             | Partido                               | Votos | Observações          |
| -- | ---------------------------------------------------------------- | ------------------------------------- | ----- | -------------------- |
| 1  | Acárisi Ribeiro Guimarães                                        |                                       |       | 1º mandato           |
| 2  | Altamir Gomes Moreira                                            |                                       |       | 1º mandato           |
| 3  | Antônio Cardoso Boas Távora                                      |                                       |       | 1º mandato           |
| 4  | Carlos Moraes Costa Salles                                       |                                       |       | 1º mandato           |
| 5  | Cornélio Ribeiro                                                 |                                       |       | 1º mandato           |
| 6  | Douglas Marcelo Vilas Boas                                       |                                       |       | 1º mandato           |
| 7  | Gilson José de Brito                                             |                                       |       | 1º mandato           |
| 8  | Hélcio Chambarelli                                               |                                       |       | 1º mandato           |
| 9  | Itamar Serpa Fernandes (1989-1990) (Afonso Cláudio, 03.07.1941–) |                                       |       | 1º mandato           |
| 10 | Jamil Matos Dantas (Itabuna, 18.04.1947–)                        |                                       |       | 1º mandato           |
| 11 | João Batista dos Reis                                            |                                       |       | 1º mandato           |
| 12 | Joaquim Hermenegildo Mariano                                     |                                       |       | 1º mandato           |
| 13 | Jorge Barreto Salustiano                                         |                                       |       | 1º mandato           |
| 14 | Jorge Júlio Costa dos Santos                                     |                                       |       | 1º mandato           |
| 15 | Jorge Pereira de Mendonça                                        |                                       |       | 1º mandato           |
| 16 | José Rechuem (Nova Iguaçu, 23.07.1942–)                          |                                       |       | 1º mandato           |
| 17 | Josué Luciano de Paula Mafra                                     |                                       |       | 1º mandato           |
| 18 | Luiz Barcelos Vasconcelos Carvalho                               |                                       |       | 1º mandato           |
| 19 | Luiz Henrique Novaes                                             |                                       |       | 1º mandato. Falecido |
| 20 | Mair Vasconcelos Rosa                                            |                                       |       | 1º mandato           |
| 21 | Manoel Henrique de Lemos Salles                                  |                                       |       | 1º mandato           |
| 22 | Margareth Lydia de Moraes                                        |                                       |       | 1º mandato           |
| 23 | Mário Pereira Marques Filho                                      |                                       |       | 1º mandato           |
| 24 | Moacyr de Almeida Carvalho                                       |                                       |       | 1º mandato           |
| 25 | Nagi Almawy (Nova Iguaçu, 26.10.1940–)                           |                                       |       | 1º mandato           |
| 26 | Otoni de Paula (Magé, 03.01.1953 – Rio de Janeiro, 27.05.2024)   |                                       |       | 1º mandato           |
| 27 | Paulo César Goulart                                              |                                       |       | 1º mandato           |
| 28 | Ricardo Meirelles Gaspar (Rio de Janeiro, 05.10.1952–)           |                                       |       | 1º mandato           |
| 29 | Rosely Souza da Fonseca                                          |                                       |       | 1º mandato           |
| 30 | Sebastião Corredeira (Mesquita, 20.05.1942 – 08.09.2016)         |                                       |       | 1º mandato           |
| 31 | Sebastião da Silveira                                            |                                       |       | 1º mandato           |
| 32 | Sebastião Lopes Marinho                                          |                                       |       | 1º mandato           |
| 33 | Vitório Gomes Rozeira                                            |                                       |       | 1º mandato           |
| 34 | Walney da Rocha Carvalho                                         | Partido Democrático Trabalhista (PDT) |       | 1º mandato           |

## Legenda
| Cor  | Significado          |
| Bege | Presidente da Câmara |
| Azul | Suplente             |